# Томаш Яничек
Томаш Яничек (чеськ. Tomáš Janíček, нар. 7 вересня 1982, Злін) — чеський футболіст, що грав на позиції захисника. Відомий за виступами в низці чеських клубів. Володар Кубка Чехії.

## Ігрова кар'єра
Томаш Яничек народився 7 вересня 1982 року в місті Готвальдов. У професійному футболі дебютував 2002 року виступами за команду «Фастав» (Злін), в якому грав до 2007 року, взявши участь у 92 матчах чемпіонату. Протягом 2007—2008 років Яничек грав у складі словацького клубу «Нітра».
У 2008 році футболіст став гравцем чеського клубу «Млада Болеслав», у якому грав до 2014 року. У 2014—2015 роках Яничек грав у складі клубу «Карвіна». У 2015 році футболіст повернувся до клубу «Фастав», у складі якого в сезоні 2016—2017 років став володарем Кубка Чехії. Завершив ігрову кар'єру Яничек у команді «Простейов», за яку виступав протягом 2018—2019 років.

## Титули і досягнення
- Володар Кубка Чехії (1):

«Фастав» (Злін): 2016–2017